# SM-liiga 1991/92
Die Saison 1991/92 war die 17. Spielzeit der finnischen SM-liiga. Zum ersten Mal seit der Gründung der SM-liiga und zum zweiten Mal insgesamt wurde Jokerit Helsinki Finnischer Eishockey-Meister.

## Reguläre Saison

### Modus
Jedes Team musste viermal gegen jedes andere Team in der Liga und viermal zusätzlich gegen örtlich nahegelegene Mannschaften spielen. Jedes Spiel bestand aus drei Dritteln à 20 Minuten Spielzeit. Wurde nach der regulären Zeit kein Sieger gefunden, wurde das Spiel als unentschieden gewertet.
Ein Sieg brachte einer Mannschaft zwei Punkte. Ein Unentschieden wurde mit einem Punkt vergütet. Für eine Niederlage gab es keine Punkte.

### Abschlusstabelle
Abkürzungen: Sp = Spiele, S = Siege, U = Unentschieden, N = Niederlagen, T = Tore, GT = Gegentore, TD = Tordifferenz
| Pl  | Mannschaft   | Sp | S  | U | N  | T   | GT  | TD  | Punkte |
| --- | ------------ | -- | -- | - | -- | --- | --- | --- | ------ |
| 1.  | JyP HT       | 44 | 26 | 8 | 10 | 189 | 129 | +60 | 60     |
| 2.  | Jokerit      | 44 | 28 | 3 | 13 | 195 | 132 | +63 | 59     |
| 3.  | TPS          | 44 | 29 | 1 | 14 | 181 | 153 | +28 | 59     |
| 4.  | Lukko        | 44 | 20 | 9 | 15 | 162 | 121 | +41 | 49     |
| 5.  | Ässät        | 44 | 23 | 3 | 18 | 170 | 171 | −1  | 49     |
| 6.  | HIFK         | 44 | 22 | 3 | 19 | 183 | 166 | +17 | 47     |
| 7.  | KalPa        | 44 | 18 | 9 | 17 | 167 | 182 | −15 | 45     |
| 8.  | HPK          | 44 | 18 | 4 | 22 | 191 | 183 | +8  | 40     |
| 9.  | Ilves        | 44 | 16 | 3 | 25 | 134 | 155 | −21 | 35     |
| 10. | Tappara      | 44 | 12 | 6 | 26 | 154 | 187 | −33 | 30     |
| 11. | Reipas Lahti | 44 | 12 | 6 | 26 | 142 | 202 | −60 | 31     |
| 12. | Jokipojat    | 44 | 9  | 7 | 28 | 114 | 201 | −87 | 25     |

### Beste Scorer
| Pl  | Spieler         | Mannschaft | Tore | Assists | Punkte |
| --- | --------------- | ---------- | ---- | ------- | ------ |
| 1.  | Mikko Mäkelä    | TPS        | 25   | 45      | 70     |
| 2.  | Esa Keskinen    | TPS        | 24   | 45      | 69     |
| 3.  | Jari Lindroos   | JyP HT     | 18   | 49      | 67     |
| 4.  | Teemu Selänne   | Jokerit    | 39   | 23      | 62     |
| 5.  | Juha Riihijärvi | JyP HT     | 29   | 33      | 62     |
| 6.  | Teppo Kivelä    | HPK        | 17   | 42      | 59     |
| 7.  | Mika Nieminen   | Tappara    | 17   | 38      | 55     |
| 8.  | Otakar Janecký  | Jokerit    | 17   | 35      | 52     |
| 9.  | Janne Ojanen    | Tappara    | 21   | 27      | 48     |
| 10. | Juha Jokiharju  | KalPa      | 18   | 30      | 48     |

## Play-offs

### Modus
Die Plätze 1 und 2 waren für das Halbfinale und die Plätze 3–6 für das Viertelfinale der Play-offs qualifiziert. Das Viertelfinale wurde nach dem Modus Best-of-3 und das Halbfinale nach dem Modus Best-of-5 gespielt. Die Sieger der Halbfinals zogen ins Finale ein, während die Verlierer im kleinen Finale um den dritten Platz spielten. Im Finale wurden maximal sieben Spiele gespielt. Wer die meisten Spiele gewann, war Sieger der Saison. In der Runde um Platz 3 wurde lediglich ein Spiel gespielt.
Ein Spiel dauerte, so wie in der Hauptsaison, insgesamt 60 Minuten. Nach der regulären Zeit wurden Verlängerungen von jeweils 20 Minuten Länge gespielt, bis ein Sieger durch ein entscheidendes Tor gefunden wurde.

### Turnierbaum
|  | Viertelfinale | Viertelfinale | Viertelfinale |  |  | Halbfinale | Halbfinale | Halbfinale |  |   | Finale           | Finale           | Finale           |
|  |               |               |               |  |  |            |            |            |  |   |                  |                  |                  |
|  |               |               |               |  |  | 2          | Jokerit    | 3          |  |   |                  |                  |                  |
|  | 4             | Lukko         | 0             |  |  | 5          | Ässät      | 2          |  |   |                  |                  |                  |
|  | 5             | Ässät         | 2             |  |  |            |            |            |  | 2 | Jokerit          | 4                |                  |
|  |               |               |               |  |  |            |            |            |  | 1 | JyP HT           | 1                |                  |
|  |               |               |               |  |  | 1          | JyP HT     | 3          |  |   |                  |                  |                  |
|  | 3             | TPS           | 1             |  |  | 6          | HIFK       | 2          |  |   | Spiel um Platz 3 | Spiel um Platz 3 | Spiel um Platz 3 |
|  | 6             | HIFK          | 2             |  |  |            |            |            |  |   | 5                | Ässät            | 0                |
|  |               |               |               |  |  |            |            |            |  |   | 6                | HIFK             | 1                |

### Viertelfinale
| Lukko – Ässät                    | Lukko – Ässät | Lukko – Ässät |
| -------------------------------- | ------------- | ------------- |
| Lukko                            | Ässät         | 1-4           |
| Ässät                            | Lukko         | 4-0           |
| Ässät gewinnt die Runde mit 2:0. |               |               |

| TPS – HIFK                      | TPS – HIFK | TPS – HIFK |
| ------------------------------- | ---------- | ---------- |
| TPS                             | HIFK       | 1-3        |
| HIFK                            | TPS        | 3-5        |
| TPS                             | HIFK       | 3-4        |
| HIFK gewinnt die Runde mit 2:1. |            |            |

### Halbfinale
| Jokerit – Ässät                    | Jokerit – Ässät | Jokerit – Ässät |
| ---------------------------------- | --------------- | --------------- |
| Jokerit                            | Ässät           | 6-2             |
| Ässät                              | Jokerit         | 3-2             |
| Jokerit                            | Ässät           | 6-0             |
| Ässät                              | Jokerit         | 6-2             |
| Jokerit                            | Ässät           | 5-0             |
| Jokerit gewinnt die Runde mit 3:2. |                 |                 |

| JyP HT – HIFK                     | JyP HT – HIFK | JyP HT – HIFK |
| --------------------------------- | ------------- | ------------- |
| JyP HT                            | HIFK          | 5-0           |
| HIFK                              | JyP HT        | 4-1           |
| JyP HT                            | HIFK          | 5-1           |
| HIFK                              | JyP HT        | 6-4           |
| JyP HT                            | HIFK          | 3-2           |
| JyP HT gewinnt die Runde mit 3:2. |               |               |

### Dritter Platz
| Ässät – HIFK         | Ässät – HIFK | Ässät – HIFK |
| -------------------- | ------------ | ------------ |
| Ässät                | HIFK         | 2-3          |
| HIFK gewinnt Bronze. |              |              |

### Finale
| JyP HT – Jokerit                                                 | JyP HT – Jokerit | JyP HT – Jokerit |
| ---------------------------------------------------------------- | ---------------- | ---------------- |
| JyP HT                                                           | Jokerit          | 2-5              |
| Jokerit                                                          | JyP HT           | 5-1              |
| JyP HT                                                           | Jokerit          | 3-2              |
| Jokerit                                                          | JyP HT           | 4-3              |
| JyP HT                                                           | Jokerit          | 0-4              |
| Jokerit gewinnt die Meisterschaft mit 4:1. JyP HT erhält Silber. |                  |                  |

### Finnischer Meister
| Finnischer Meister Jokerit Helsinki | Torhüter: Markus Ketterer, Ari Sulander Verteidiger: Mojmir Božík, Marko Halonen, Waltteri Immonen, Kari Martikainen, Heikki Riihijärvi, Ari Salo, Mika Strömberg, Arto Taipalo Angreifer: Mikko Halonen, Otakar Janecký, Pekka Järvelä, Rami Koivisto, Timo Norppa, Juha Salo, Keijo Säilynoja, Teemu Selänne, Antti Törmänen, Mika Välilä, Jali Wahlsten, Sami Wahlsten, Tommy Wide Cheftrainer: Boris Majorow |

### Beste Scorer
| Pl | Spieler         | Mannschaft | Tore | Assists | Punkte |
| -- | --------------- | ---------- | ---- | ------- | ------ |
| 1. | Teemu Selänne   | Jokerit    | 10   | 7       | 17     |
| 2. | Otakar Janecký  | Jokerit    | 2    | 11      | 13     |
| 3. | Keijo Säilynoja | Jokerit    | 5    | 6       | 11     |
| 4. | Jari Lindroos   | JyP HT     | 5    | 5       | 10     |
| 5. | Ari Haanpää     | JyP HT     | 6    | 2       | 8      |

## Auszeichnungen

### Trophäen
| Auszeichnung                 | Gewinner         | Team    |
| ---------------------------- | ---------------- | ------- |
| Aarne-Honkavaara-Trophäe     | Teemu Selänne    | Jokerit |
| Jarmo Wasaman muistopalkinto | Petri Varis      | Ässät   |
| Kalevi-Numminen-Trophäe      | Harri Rindell    | HIFK    |
| Kanada-malja                 |                  | Jokerit |
| Kultainen kypärä             | Mikko Mäkelä     | TPS     |
| Lasse-Oksanen-Trophäe        | Mikko Mäkelä     | TPS     |
| Matti-Keinonen-Trophäe       | Waltteri Immonen | Jokerit |
| Pekka-Rautakallio-Trophäe    | Harri Laurila    | JyP HT  |
| Pentti-Isotalo-Trophäe       | Reijo Ringbom    | –       |
| Raimo-Kilpiö-Trophäe         | Keijo Säilynoja  | Jokerit |
| Unto-Wiitala-Trophäe         | Seppo Mäkelä     | –       |
| Urpo-Ylönen-Trophäe          | Petr Bříza       | Lukko   |
| Veli-Pekka-Ketola-Trophäe    | Mikko Mäkelä     | TPS     |

### All-Star-Team
| Tor          | Petr Bříza (Lukko)      | Petr Bříza (Lukko)      | Petr Bříza (Lukko)       | Petr Bříza (Lukko)       | Petr Bříza (Lukko)     | Petr Bříza (Lukko)     |
| Verteidigung | Hannu Virta (TPS)       | Hannu Virta (TPS)       | Hannu Virta (TPS)        | Harri Laurila (JyP HT)   | Harri Laurila (JyP HT) | Harri Laurila (JyP HT) |
| Sturm        | Teemu Selänne (Jokerit) | Teemu Selänne (Jokerit) | Otakar Janecký (Jokerit) | Otakar Janecký (Jokerit) | Mikko Mäkelä (TPS)     | Mikko Mäkelä (TPS)     |